# 安格斯 (韦斯卡省)
安格斯，是西班牙阿拉贡自治区韦斯卡省的一个市镇。总面积57平方公里，总人口367人（2018年），人口密度8人/平方公里。